# 羅崇謙
羅崇謙（1532年—），字汝益，又字思順，號通泉，廣東廣州府番禺縣人，民籍，明朝政治人物。

## 生平
乙卯科（1555年）廣東鄉試第六十七名舉人。嘉靖三十五年（1556年）中式丙辰科三甲第一百五十九名進士。刑部观政，授江西兴国县知县，致仕。

## 家族
曾祖羅彥麒；祖父羅翱；父羅澈，母何氏。弟崇諤、崇謹、崇讓、崇諧。